# Randy Matson
Pour les articles homonymes, voir Matson.
James Randel « Randy » Matson (né le 5 mars 1945 à Pampa au Texas) est un athlète américain, spécialiste du lancer du poids. 
Médaillé d'argent aux Jeux olympiques de 1964 et médaillé d'or aux Jeux de 1968, il a été le premier lanceur à dépasser les 21 mètres. Il a amélioré à deux reprises le record du monde du lancer du poids, le portant à 21,52 m en 1965 et 21,78 m en 1967.

## Biographie
Lors des Jeux olympiques d'été de 1964 à Tokyo, il remporte la médaille d'argent derrière son compatriote Dallas Long, établissant à cette occasion un nouveau record du monde junior avec 20,20 m.
Le 8 mai 1965, à College Station au Texas, Randy Matson devient le premier athlète à effectuer un lancer au-delà des 21 mètres en atteignant la marque de 21,52 m, améliorant de 84 cm le record du monde de Dallas Long. Il remporte les Universiades d'été de 1965, à Budapest.
Il porte son propre record du monde à 21,78 m le 23 avril 1967, toujours à College Station, et remporte cette même année le titre des Jeux panaméricains, à Winnipeg au Canada, avec un lancer à 19,83 m.
Il obtient la consécration l'année suivante en remportant la médaille d'or des Jeux olympiques de 1968, à Mexico, devant son compatriote George Woods et le Soviétique Eduard Gushchin, avec la marque de 20,54 m, nouveau record olympique.
Il a été champion des États-Unis en 1964, 1966, 1967, 1968 et 1970.
Excellent lanceur de disque, il en a approché le record du monde avec un jet de 65,16 m en 1967.
Il reçoit le Trophée Track and Field News de l'athlète de l'année en 1970. Il est élu au Temple de la renommée de l'athlétisme des États-Unis en 1984.

### Palmarès
| Date | Compétition        | Lieu     | Résultat | Épreuve         | Performance |
| ---- | ------------------ | -------- | -------- | --------------- | ----------- |
| 1964 | Jeux olympiques    | Tokyo    | 2e       | Lancer du poids | 20,20 m     |
| 1965 | Universiade        | Budapest | 1er      | Lancer du poids | 20,31 m     |
| 1967 | Jeux panaméricains | Winnipeg | 1er      | Lancer du poids | 19,83 m     |
| 1968 | Jeux olympiques    | Mexico   | 1er      | Lancer du poids | 20,54 m     |

### Records
| Épreuve         | Performance | Lieu            | Date          |
| --------------- | ----------- | --------------- | ------------- |
| Lancer du poids | 21,78 m     | College Station | 23 avril 1967 |